# Marcus Goree
Marcus Goree, né le 11 octobre 1977 à Dallas, aux États-Unis, est un joueur américain de basket-ball. Il évolue au poste d'ailier fort.

## Clubs Successifs
- 2000 - 2001 :  STB Le Havre (Pro A)
- 2001 - 2002 :  Francfort Skyliners (Bundesliga)
- 2002 - 2003 :  Maccabi Tel-Aviv (D1)
- 2003 - 2004 :  CB Gran Canaria (Ligue ACB)
- 2004 - 2007 :  Benetton Trévise (LegA)
- 2007 - 2008 :  CSKA Moscou (Superliga)
- 2008 - 2009 :  Trioumf Lioubertsy (Superliga)
- 2009 - 2011 :  New Yorker Phantoms Braunschweig (Bundesliga)
- 2011 - 2012 :  PAOK Salonique (ESAKE)/ Benetton Trévise (LegA)
- 2012 - 2013 :  Cholet Basket (Pro A)
- 2013 - 2014 :  Uniceub Brasilia (NBB)
- 2014 - 2015 :  Atletico Aguada Basket (LUB)

## Palmarès
- Champion de Russie 2008 (CSKA Moscou)
- Vainqueur de l'Euroligue 2007-2008 (CSKA Moscou)
- Champion d'Italie 2006 (Benetton Trévise)
- Vainqueur de la coupe d'Italie 2005 (Benetton Trévise)
- Champion d'Israël 2003 (Maccabi Tel-Aviv)